# Henrik Eriksson (ishockeyspelare född 1979)
Henrik Eriksson, född 13 februari 1979, är en svensk ishockeyspelare som har spelat för bland annat Leksands IF, Timrå IK, Rögle BK och Almtuna IS. Inför säsongen 2008/2009 av Hockeyallsvenskan värvades han av storsatsande AIK. Henrik Eriksson har spelat 170 matcher i Elitserien och över 260 i Hockeyallsvenskan.